# Justin Peters
Justin Peters, född 30 augusti 1986, är en kanadensisk professionell ishockeymålvakt som spelar för Washington Capitals i NHL. Han har tidigare spelat för Carolina Hurricanes.
Peters draftades i andra rundan i 2004 års draft av Carolina Hurricanes som 38:e spelare totalt.